# Dasyurinae
Dasyurinae — підродина австралійських сумчастих із родини кволових. Підродина визначається значною мірою біохімічними критеріями.

## Систематика
Підродина включає наступні триби і роди:
- Підродина Dasyurinae
  - Триба Dasyurini
    - Рід Dasycercus
    - Рід Dasykaluta
    - Рід Dasyuroides
    - Рід Dasyurus
    - Рід Myoictis
    - Рід Neophascogale
    - Рід Parantechinus
    - Рід Phascolosorex
    - Рід Pseudantechinus
    - Рід Sarcophilus

  - Триба Phascogalini
    - Рід Antechinus
    - Рід Murexia
    - Рід Phascogale